# Heroes of Might and Magic II
Heroes of Might and Magic II: The Succession Wars este un joc video de strategie pe ture creat de Jon Van Caneghem care a fost dezvoltat de New World Computing și distribuit de 3DO Company în 1996 pentru MS-DOS. Heroes II a fost desemnat ca fiind al șaselea joc PC cel mai bun de către PC Gamer în mai 1997.
O continuare a seriei (expansion pack), The Price of Loyalty, a apărut în 1997 pentru MS-DOS si Microsoft Windows. În 1998, 3DO a pus jocul original Heroes II și continuarea sa (expansion pack) într-un singur pachet, sub denumirea de Heroes of Might and Magic II Gold doar pentru Microsoft Windows.

## Gameplay

Captură de ecran din joc

Heroes II adaugă facțiunea Necromant (engleză Necromancer) și Vrăjitor (engleză Wizard), alături de Cavaler (engleză Knight), Barbar (engleză Barbarian), Magician (engleză Sorceress) și Vrăjitor (engleză Warlock) care apar în primul joc, Heroes I.
Heroes II introduce câteva caracteristici noi care au devenit un standard în aparițiile viitoare ale seriei. Prima modificare este capacitatea eroilor de a învăța abilități speciale. Fiecare erou poate avea opt abilități secundare dintr-un total de paisprezece. Odată învățată, o abilitate poate fi dezvoltată de la nivelul Primar (engleză Basic) la Avansat (engleză Advanced) și apoi Expert. De exemplu abilitatea Înțelepciune (engleză Wisdom) permite unui erou să învețe vrăji de nivelul 3 sau mai puternice (nivelul 4 sau 5); în timp ce abilitatea Logistică (engleză Logistics) permite unui erou să se deplaseze mai mult pe hartă. În Heroes I, eroii aveau o singură abilitate specială fixă în funcție de tipul facțiunii din care făcea parte.
Modalitatea de folosire a magiei a fost schimbată în Heroes II. Heroes I folosea un sistem de memorare în care fiecare vrajă putea fi invocată de un număr exact de ori și apoi se epuiza. În Heroes II utilizarea magiei se bazează pe un sistem de puncte magice care permite folosirea magiei până la epuizarea manei, fiecare vrajă costând un anume număr de puncte. 
O caracteristică majoră introdusă în Heroes II este posibilitatea de îmbunătățire (engleză upgrade) a unităților, mărindu-le unele abilități de atac, apărare sau, uneori, acordându-le caracteristici importante. De exemplu îmbunătățirea Vampirilor la Vampiri Lorzi (engleză Vampire Lords) le dă posibilitatea să absoarbă sănătate (refacerea punctelor de viață) când produc daune unui adversar organic și chiar să învieze.
Jocul cuprinde 6 tipuri de eroi și de castele, 66 unități/creaturi, 9 tipuri de teren, mai mult de 70 de vrăji, 4 abilități principale ale eroului și 16 secundare, mai mult de 70 de artefacte, 74 de structuri de construit în orașe. 

### Creaturi neutre
În Heroes II, în afară de cele 6 rase/tipuri de orașe mai apar următoarele 9 creaturi neutre: Pungaș (engleză Rogue), Nomad, Fantomă, Ginn (engleză Genie), Meduză, Element al pământului (engleză Earth Elemental), Element al aerului (engleză Air Elemental), Element al focului (engleză Fire Elemental), Element al apei (engleză Water Elemental).

## Povestea
Finalul standard/canonic din Heroes I este victoria Lordului Morglin Ironfist. În anii care urmează, el reușește să unifice singurul continent de pe Enroth și își asigură domnia sa ca rege. După moartea regelui, cei doi fii ai săi, Archibald și Roland, se luptă pentru coroană. Archibald organizează o serie de evenimente care vor duce la exilarea lui Roland. Archibald este declarat apoi noul rege, în timp ce Roland pregătește o rezistență. Fiecare tabără este reprezentată în câte o campanie din cele două ale jocului. Campania lui Archibald beneficiază de trei orașe/rase rele, în timp ce campania lui Roland se bazează pe trei orașe/rase bune.
Dacă Archibald este victorios, rebeliunea lui Roland este zdrobită și Roland însuși este întemnițat în Castelul Ironfist, lăsându-l pe Archibald conducător necontestat al planetei Enroth. Totuși, finalul standard al jocului este victoria lui Roland, care duce la transformare lui Archibald într-o piatră, de către Tanir, magicianul de la curtea lui Roland. Acest eveniment este amintit mai târziu în Might and Magic VI: The Mandate of Heaven, unde Archibald reușește în cele din urmă să scape de vrajă.